# Communauté de communes du Pays Calaisien
Die Communauté de communes du Pays Calaisien ist ein ehemaliger französischer Gemeindeverband mit der Rechtsform einer Communauté de communes im Département Sarthe in der Region Pays de la Loire. Sie wurde am 23. Dezember 1994 gegründet und umfasste 14 Gemeinden. Der Verwaltungssitz befand sich im Ort Saint-Calais.

## Historische Entwicklung
Mit Wirkung vom 1. Januar 2017 fusionierte der Gemeindeverband mit sechs Gemeinden der aufgelösten Communauté de communes du Val de Braye und bildete so die Nachfolgeorganisation Communauté de communes des Vallées de la Braye et de l’Anille. Die restlichen Gemeinden schlossen sich der Communauté de communes du Pays de l’Huisne Sarthoise an.

## Ehemalige Mitgliedsgemeinden
1. Bessé-sur-Braye
2. La Chapelle-Huon
3. Cogners
4. Conflans-sur-Anille
5. Écorpain
6. Évaillé
7. Marolles-lès-Saint-Calais
8. Montaillé
9. Rahay
10. Saint-Calais
11. Sainte-Cérotte
12. Saint-Gervais-de-Vic
13. Sainte-Osmane
14. Vancé